# Новосёловка (Берестовский сельский совет)
Новосёловка (укр. Новоселівка), село,(устаревшее - хутор Цементовский) 
Берестовский сельский совет,
Близнюковский район,
Харьковская область.
Код КОАТУУ — 6320681002. Население по переписи 2001 г. составляет 19 (10/9 м/ж) человек.

## Географическое положение
Село Новосёловка находится в 2-х км от села Берестовое.

## История
- 1918 - дата основания.

## Экономика
- В селе есть молочно-товарная и птице-товарная фермы.

## Достопримечательности
- Братская могила советских воинов.